# 比較解剖學
比較解剖學是在解剖學角度中比較生物的相似與差異處的一門研究，其通过比较的方法对比不同机体的结构特征，并观察分析其相互间的异同，从而了解生物进化的发展规律。它與演化生物學及種系發生學（種族的演化）有緊密的關係。
比較解剖學的二項主要概念：
1. 同源結構 － 不同物種中的相似結構（身體部位 / 器官），因為物種有共同起源。牠們可能用以執行相同的功能。例如：貓與鯨的前肢結構。
2. 同功結構 － 不同物種中的相似結構，因為牠們在相似的環境裡獨立進化，進化通常是為達到相同或相似的目的，而不是繼承自共同的祖先。是一種趨同進化的結果。例如：鼠海豚與鯊魚的流線身形。它演變於水底的環境，但物種有不同的祖先。

特殊特徵的發展規則，其與一般同源有顯著差異，是由卡爾·恩斯特·馮·貝爾造表（貝爾法則）。